# Paktongius distinctus
Genre
Espèce
Paktongius distinctus, unique représentant du genre Paktongius, est une espèce d'opilions laniatores de la famille des Assamiidae.

## Distribution
Cette espèce est endémique de Thaïlande. Elle se rencontre vers Pak Thong Chai.

## Description
La femelle holotype mesure 2,50 mm.

## Publication originale
- Suzuki, 1969 : « On a collection of opilionids from Southeast Asia. » Journal of Science of the Hiroshima University, sér. B, vol. 22, no 2, p. 11–77.